# Tre risate presso il Ruscello della Tigre

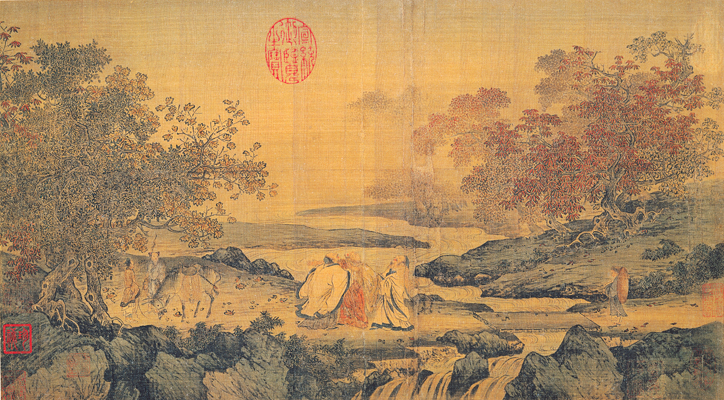
Confucianesimo, taoismo e buddhismo sono uno, un dipinto in stile litang raffigurante tre uomini che ridono presso un fiume, XII secolo, dinastia Song.

Tre risate al Ruscello della Tigre (虎溪 三 笑S, hǔ xī sān xiàoP; gan: fû ki sam siēu) è un proverbio cinese che rimanda all'immagine di tre uomini, Huiyuan, Tao Yuanming e Lu Xiujing che ridono insieme arrivando al Fuki (虎溪, Ruscello della Tigre) del Monte Lu. Questo concetto rappresenta le relazioni armoniose ideali tra Confucianesimo, Taoismo e Buddismo nell'antica Cina.

## Origine
Il proverbio proviene dalla storia del monaco recluso Huìyuan (334-416), il quale non andava mai più lontano da Fuki, nemmeno per una passeggiata o per la visita di un amico. Inoltre, la tigre che viveva nella foresta vicina ruggiva per avvertirlo ogni volta che attraversava il ruscello.
Un giorno, durante la visita del poeta Tao Yuanming (365-427) e del taoista Lu Xiujing (406-477), Huiyuan ebbe una congeniale conversazione con loro e tutti presi si resero conto di aver passato il ruscello solo quando udirono il ruggito della tigre.
Allora i tre risero saggiamente insieme, il che rappresenta la relazione ideale desiderata tra le tre principali religioni / filosofie di quel tempo, vale a dire l'armonia tra Confucianesimo, Taoismo e Buddismo. 
Questa storia iniziò a circolare già dalla dinastia Tang e divenne popolare durante la dinastia Song, ma è stata dimostrata non realistica dato che Lu Xiujing avrebbe avuto una differenza d'età notevole rispetto agli altri due.